# Porte Guillaume

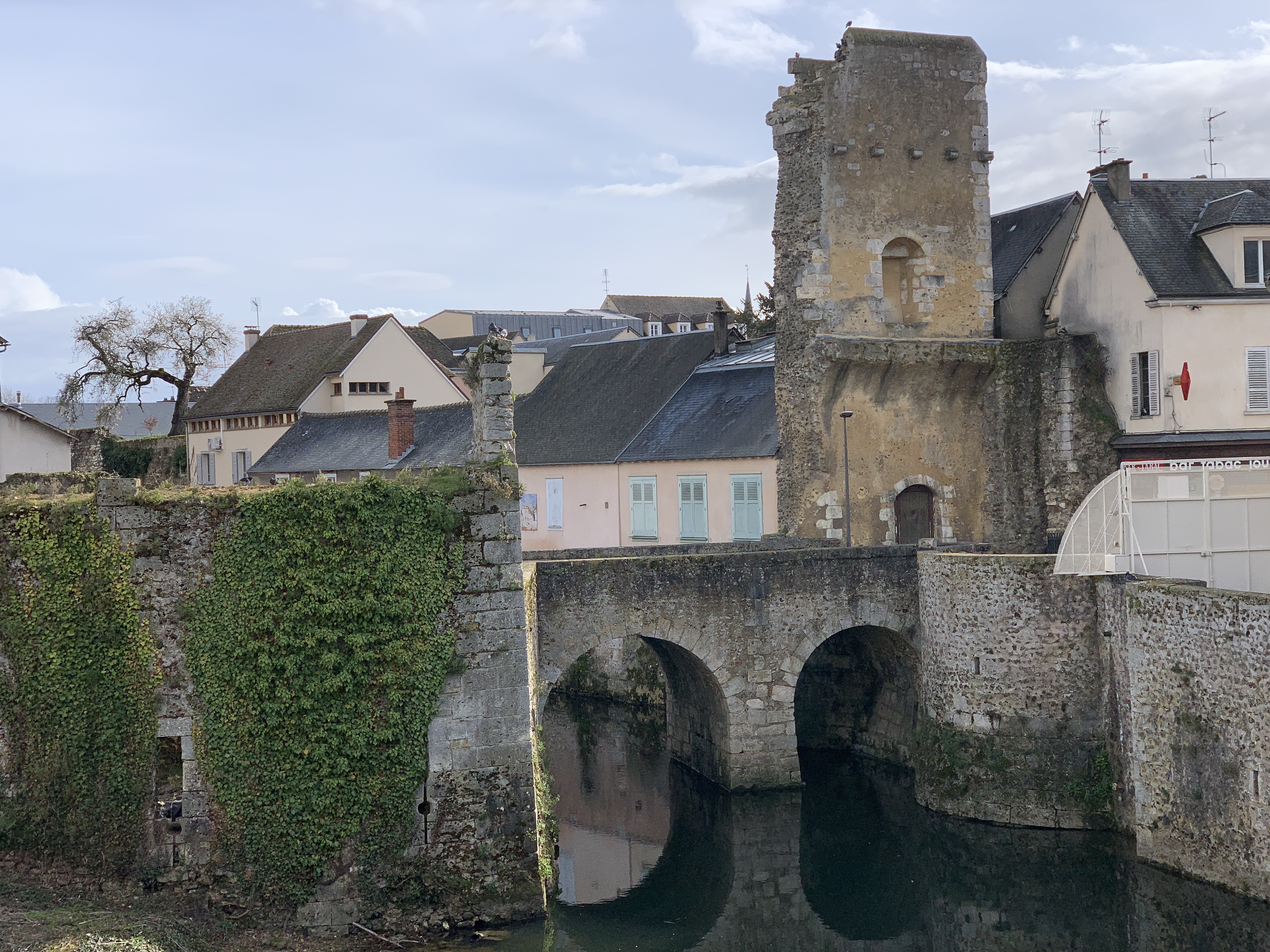
Ruïne van de Porte Guillaume

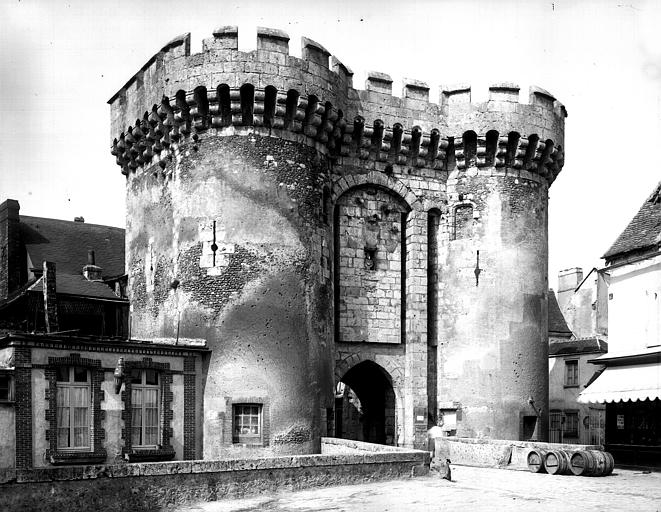
De Porte Guillaume voor 1944

De Porte Guillaume is een voormalige stadspoort van de Franse stad Chartres. De poort, gebouwd tussen de 12e en de 15e eeuw, werd grotendeels vernield in 1944.

## Geschiedenis
Tussen 1180 en 1185 kreeg Chartres een nieuwe, grotere stadsmuur. Deze omwalling telde in totaal twaalf grote en kleine poorten. De voornaamste waren de Porte Châtelet, de Porte Saint-Jean, de Porte Drouaise, de Porte Guillaume, de Porte Morard, de Porte Saint-Michel en de Porte des Épars. De Porte Guillaume lag op de belangrijke weg naar Parijs en Orléans en werd genoemd naar de edelman en dichter Guillaume de Ferrières. 
Er werd aan de poort gebouwd tot de 15e eeuw en ook daarna kende de poort verschillende restauraties ten gevolge van oorlogsgeweld en brand. Op het einde van de 17e eeuw had de stadsomwalling haar militair nut verloren en delen ervan werden ontmanteld. Bij het uitbreken van de Franse Revolutie was de Porte Guillaume nog redelijk ongeschonden en er werd beslist de poort als monument te behouden. In 1852 werd de poort ook officieel beschermd en in 1911 kreeg ze de status van historisch monument. In 1856 brak er brand uit in de poort, die toen dienst deed als voorraadschuur. De schade werd hersteld en de poort diende daarna onder andere als bibliotheek.
In de nacht van 15 op 16 augustus 1944 werd de poort opgeblazen door de terugtrekkende Duitse bezetters. De resten van de poort bleven als ruïne bewaard. Sinds 2010 bestaan er plannen om de poort weer op te bouwen.

## Beschrijving
De poort was opgetrokken uit natuursteen van Berchères. Op de eerste verdieping van de poort was er een kapel.